# Inhambane
Inhambane è una città del Mozambico meridionale, capoluogo della provincia omonima. Si affaccia sull'Oceano Indiano nella Baia di Inhambane.
Fondata da mercanti di lingua swahili e controllata principalmente da indiani, nel XVIII secolo la città fu un nodo importante nel commercio di schiavi e avorio. Nel 1834 fu distrutta da Soshangane, ma fu presto riedificata; a quest'epoca risalgono alcune delle principali opere architettoniche della città, fra cui la cattedrale e la moschea. Per qualche tempo la città fu collegata a Inharrime dalla ferrovia, oggi in disuso.
Nella città si trovano un museo, un importante mercato (il Mercado Central) e diverse spiagge rinomate, fra cui Tofo e Barra. Dal molo locale partono traghetti per Maxixe.